# Santiago de Surco

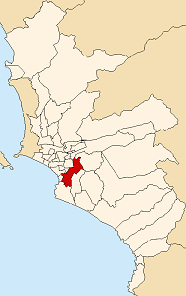
Surco i Lima

Santiago de Surco, vanligen kallad endast "Surco", är ett distrikt i Lima, Peru. Det gränsar i norr till distrikten La Molina,  Ate och San Borja, i söder till Chorrillos, i öster till La Molina, Villa María del Triunfo och San Juan de Miraflores, och i väster till San Borja, Miraflores, Surquillo och Barranco. 
Befolkningen uppgår till 251 648 (2002 uppskattning), folktätheten till = 7241,7 per km2, och arean till 34,75 km2
På grund av sitt relativt stora område är det ett mycket heterogent distrikt, med invånare från alla socioekonomiska nivåer.
Den norra delen av Surco, som ligger intill San Borja och La Molina och kallas Monterrico, är betydligt mer utvecklad än den södra delen av distriktet, med mer överklassbostäder och fyra stora affärscentra i distriktet. 

## Kultur och utbildning
Några av de mest exklusiva och prestigefyllda universiteten i Lima ligger i Surco, inklusive Universidad de Lima, Universidad Ricardo Palma och Universidad Peruana de Ciencias Aplicadas.
Många av Limas största köpcentra är belägna i stadsdelen, inklusive Jockey Plaza Shopping Center, "Caminos del Inca", "Chacarilla" och "El Polo".
Santiago de Surco har vunnit fem priser för att ha några av de bäst bevarade grönområden i Lima.
En traditionell vinodlingsfest La Vendimia äger rum årligen den 17–26 mars ihop med presentation av lokalt hantverk, mat och traditionell vinframställning med bland annat vintrampning. En skördedrottning utses och lokala förmågor uppträder på scenen. Festen sponsras av vinodlingsföreningen och Municipalidad Surco.

## Transport
Flera av Lima viktigaste förbindelseleder passerar Surco, inklusive Carretera Panamericana Sur (Av. Los Alamos) och Vía Espresa som förbinder stadsdelen med de centrala delarna av Lima,  San Isidro (Limas finansiella distrikt), och Miraflores.

## Historia
Området Santiago de Surco var befolkat redan Inkatiden. Under Vicekungadömet Peru blev Surco en semesterplats för de välbärgade. Surco bestod då av inte bara dess nuvarande territorium, utan också markområden i dagens Barranco, Chorrillos, och andra områden.
Under Stillahavskrigen, invaderade Chile området och chilenska soldater plundrade och brände områdena kring kyrkan San Juan Grande. Denna kyrka uppförd i adobe hade byggts av jesuiterna 1752.
På grund av den spanska monarken Karl III:s meningsskiljaktigheter med jesuiterna, fördrevs de 1767 från alla spanska territorier och deras egendom konfiskerades. Platsen övergavs således och såldes därefter på auktion, då kallad för San Juan Grande och uppdelad i ett mindre och ett större område. Kyrkan tog sitt namn från det större området, som var det enda som såldes.
Fram till januari 2001 fanns på uteplatsen vid kyrkan en 300 år gammal tall, som vittnade om en trettonårig pojkes hjältemod. Byggnaden användes under Stillahavskrigen som härbärge för Andrés Cáceres trupper. De chilenska trupperna hade bara några timmar tidigare landstigit i Conchán. Den unge hjälten Julio César Escobar satt som utkik i toppen av tallen, för man visste inte visste varifrån de chilenska soldater skulle anfalla. Det var för sent när han varnade för den chilenska truppernas närvaro, och soldaterna var tvungna att fly genom kulregnet. Patrioterna besegrades och pojken sköts ihjäl nära tallen, kyrkan användes sedan som stall och Surco plundrades och brändes.
Distriktet Santiago de Surco tillkom den 16 december, 1929 genom att avskiljas från Barranco. 
Det enda naturskyddsområdet i området Lima-Callao är våtmarkerna vid Villa i södra Santiago de Surco (Pantanos de Villa).